# Patrice Servelle
Patrice Servelle (* 20. Juli 1974 in Monte Carlo) ist ein monegassischer Bobsportler. Zunächst war Servelle Anschieber in Albert Grimaldis
Bob, später wurde er selbst Pilot und erreichte im Dezember 2010 als erster Monegasse das Podest im Bob-Weltcup.

## Karriere
Servelles Karriere als Bobfahrer begann im Jahr 1994. Zunächst war der Monegasse, einer von neun Bobsportlern in seiner Nation, Anschieber im Viererbob von Albert Grimaldi, dem damaligen Thronfolger des Fürstentums. In dieser Rolle nahm Servelle – als jüngster Vertreter seines Landes mit 27 Jahren – erstmals an den Olympischen Winterspielen teil, die 2002 in Salt Lake City stattfanden. Im Viererbob belegten die Monegassen den 28. Rang, wobei sie die letztplatzierten Taiwaner um etwa eine halbe Sekunde hinter sich ließen. Erfolgreicher verlief der Start im Zweierbob, wo Servelle und sein Partner Sébastien Gattuso den 22. Rang unter 37 Teilnehmern erreichten.

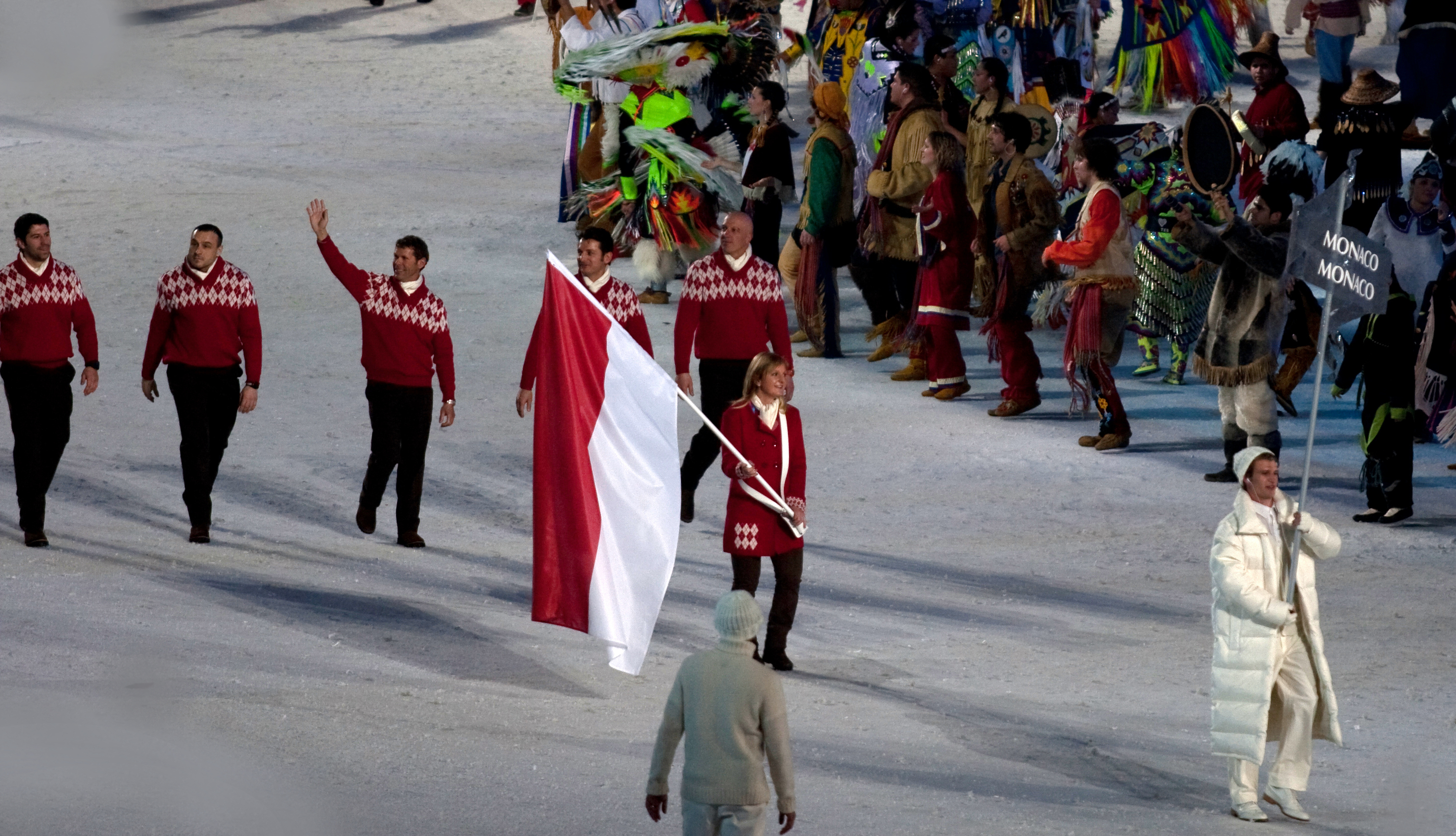
Die monegassische Delegation bei der Eröffnungsfeier der Olympischen Winterspiele 2010

In den darauffolgenden Jahren etablierte sich Patrice Servelle nach dem Rücktritt Alberts als Pilot der monegassischen Bobs, er lenkte sowohl den Zweier- als auch den Viererbob. Im Februar 2004 gelang Servelle und Gattuso im Zweierbob ein unerwarteter Erfolg, als sie bei der Weltmeisterschaft 2004 den vierten Platz erreichten und damit das beste Resultat für Monaco bei einer WM überhaupt erzielten. Lange Zeit konnte Servelle an dieses Ergebnis nicht anknüpfen. Bis 2010 schaffte er zwar mehrmals den Einzug in die Top Ten im Weltcup und schlug sich auch bei den Olympischen Winterspielen 2006 in Turin und 2010 in Vancouver mit einem zwölften und einem 19. Platz achtbar, jedoch griff er nie in den Kampf um die Medaillen mit ein. 
Die Saison 2010/11 begann für Servelle überaus erfolgreich. Nachdem er im November 2010 drei Rennen im niederklassigen America’s-Cup für sich entschieden hatte, standen er und sein Partner Lascelles Brown Anfang Dezember in Calgary als erste monegassische Bobfahrer auf dem Podium im Weltcup. Dabei konnte Servelle nicht zuletzt von seinem neuen Anschieber Brown profitieren, der als Anschieber von Pierre Lueders und Lyndon Rush in kanadischen Bobs olympische Medaillen gewinnen konnte. Als Zweite waren sie die gleiche Zeit wie das deutsche Duo Machata/Andreas Bredau gefahren und lediglich zwei Zehntel langsamer als der Siegerbob von Karl Angerer gewesen.
Servelle ist mit der kanadischen Bobpilotin Helen Upperton liiert.